# Jehad Al-Hussain
Jehad Al-Hussain (arabe : جهاد الحسين), né le 30 juillet 1982 à Homs en Syrie, est un footballeur international syrien.
Il évolue actuellement au poste de milieu offensif avec le club de Najran.

## Biographie

### Sélection
Jehad Al-Hussain est convoqué pour la première fois par le sélectionneur national Jalal Talebi en 2002. Le 13 octobre 2004, il marque son premier but en équipe de Syrie lors du match des éliminatoires de la coupe du monde 2006 face au Bahreïn.
Il participe à la Coupe d'Asie 2011 avec la Syrie.

## Palmarès

### En club
- Al-Karamah :
  - Champion de Syrie en 2006, 2007 et 2008
  - Vainqueur de la Coupe de Syrie en 2007 et 2008
  - Vainqueur de la Supercoupe de Syrie en 2008
  - Finaliste de la Ligue des champions en 2006

- Al-Qadsia :
  - Champion du Koweït en 2010 et 2011
  - Vainqueur de la Coupe du Koweït en 2010
  - Vainqueur de la Supercoupe du Koweït en 2009
  - Finaliste de la Coupe de l'AFC en 2010

### En sélection nationale
- Finaliste des Jeux d'Asie de l'Ouest en 2005

### Récompenses
- Meilleur buteur de la Coupe de l'AFC en 2009 avec 8 buts

## Statistiques

### Buts en sélection
Le tableau suivant liste les résultats de tous les buts inscrits par Jehad Al-Hussain avec l'équipe de Syrie.